# Казанок (заказник)

Казано́к — ботанічний заказник місцевого значення. Розташований в Краматорському районі Донецької області біля села Зелене. Статус заказника присвоєно рішенням обласної ради № XXII/14-38 від 30 вересня 1997 року. Площа — 38 га. Територія заказника — різнотравно-типчаково-ковиловий степ, залишки байрачного лісу і заростей степових чагарників. Росте 6 видів рослин, занесених до Червоної книги України.